# Orientatractis
Orientatractis ist eine Gattung der Spulwürmer mit 14 Arten, die als Parasiten bei Schildkröten auftreten.

## Merkmale
Orientatractis sind Atractinae mit reduzierten Lippen. Die Mundhöhle zeigt vier Kutikulastützen in den submedianen Achsen. Der Pharynx ist ohne Blättchenstruktur in der Dorsalwand wie bei Grassenema.

## Systematik
Zur Gattung gehören folgende Arten:
- Orientatractis asymmetrica Gibbons & Platt, 2006
- Orientatractis brycini Gonzalez-Solis & Mariaux, 2017
- Orientatractis campechensis Gonzalez-Solis & Moravec, 2004
- Orientatractis chiapasensis Gonzalez-Solis & Moravec, 2004
- Orientatractis hamabatrachos Bursey, Goldberg & Kraus, 2014
- Orientatractis leiperi
- Orientatractis levanhoai Petter, 1966, Typspezies
- Orientatractis longicaudata Liu & Zhang, 2018
- Orientatractis matosi Jesus, Oliveira, Ramos & Melo, 2023
- Orientatractis mekongensis Moravec, Kamchoo & Pachanawan, 2015
- Orientatractis moraveci Cavalcante, Silva, Santos, Chagas-Moutinho & Santos, 2017